# Xkilne (Crimea)
Xkilne (en (ucraïnès): Шкільне) és un poble (un possiólok) de la República Autònoma de Crimea a Ucraïna, que el 2021 tenia 2.017 habitants. Pertany al districte de Simferòpol.